# Права растений

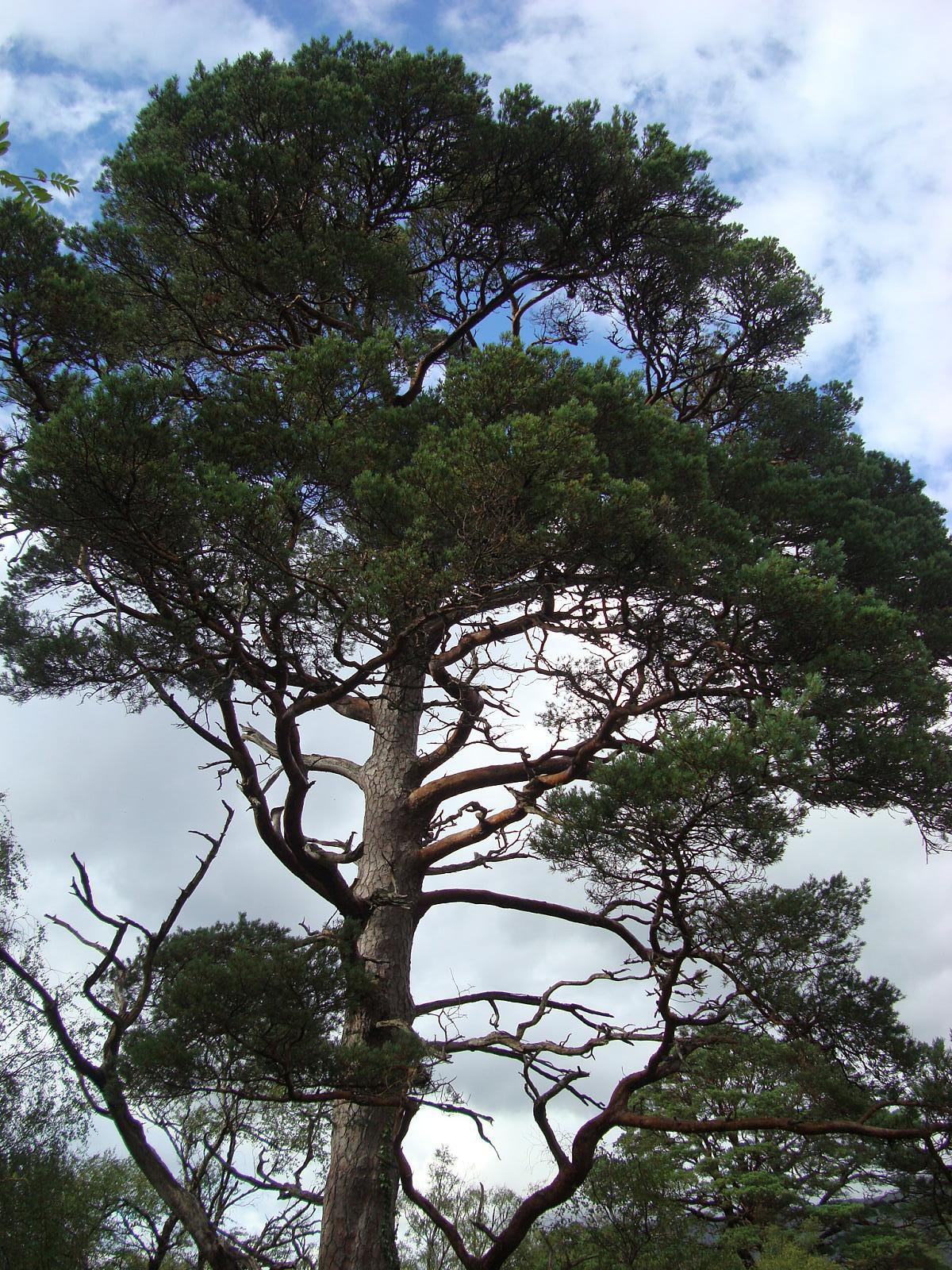
Растения не способны определить, что этично, а что — нет

Права растений — биоцентристская концепция, в соответствии с которой права могут возникать у растений. Вопросы о них часто поднимаются в связи с правами животных.

## Философия и этика
На вопрос о том, какие права животных могут быть распространены на растения, философ Том Риган утверждает, что животные приобретают права как «субъекты жизни», что не относится к растениям, и даже если бы у тех были бы права, было бы более морально отказываться от мяса и есть растения. По словам философа Майкла Мардера, идея предоставления прав растениям происходит от субъективности растений, которая отличается от человеческой личности. Философ Пол Тейлор считает, что всякая жизнь имеет свои достоинства и выступает за уважение к растениям, но не за назначение им прав. Кристофер Д. Стоун, сын журналиста Ф. Стоун, в статье 1972 года под названием Should Trees Have Standing? говорит, что раз права есть даже у корпораций, они должны быть и у природных объектов.
Мэтью Холл утверждает, что растения должны быть включены в сферу человеческих моральных отношений. В книге Plants as Persons: A Philosophical Botany он указывает, что у народов, придерживающихся незападных традиций, растения рассматриваются как активные разумные существа, о которых возможно заботиться и которых возможно уважать; исследование заканчивается ссылкой на информацию об исследованиях восприятия растений, согласно которым растения являются автономными, восприимчивыми организмами, способными к сложному, адаптивному поведению, в том числе признанию себя.

### Критика
В 2008 году Федеральный комитет по этике в области нечеловеческой биотехнологии Швейцарии (The Swiss Federal Ethics Committee on Non-Human Biotechnology) был удостоен Шнобелевской премии за мир за отстаивание принципа, согласно которому растения имеют чувство собственного достоинства. 
Впрочем, в 2009 году Swiss Federal Ethics Committee on Non-Human Biotechnology проанализировал научные данные и пришёл к выводу, что хотя растения имеют некоторое право на достоинство, оно не является абсолютной ценностью.